# Chiesa bizantina cattolica in Italia
La Chiesa bizantina cattolica in Italia, nota anche come Chiesa italo-albanese o italo-greca o italo-bizantina, è una Chiesa sui iuris in comunione con il vescovo di Roma, ma che conserva strutture, disciplina, tradizioni e liturgia propria, ossia bizantina, come praticato dalla Chiesa ortodossa. Essa non ha un metropolita.

## Organizzazione
La Chiesa bizantina cattolica è presente in Italia in tre circoscrizioni:
1. l'eparchia di Lungro in Calabria, istituita il 13 febbraio 1919;[5]
2. l'eparchia di Piana degli Albanesi in Sicilia, istituita il 26 ottobre 1937;[6]
3. l'abbazia territoriale di Santa Maria di Grottaferrata nel Lazio, istituita il 18 dicembre 1937.

Tutte sono immediatamente soggette alla Santa Sede. 
Hanno una storia comune precedente agli anni della loro erezione, che è stato solo il raggiungimento del tanto sperato riconoscimento ecclesiastico territoriale e rituale. L'origine delle due eparchie è legata all'emigrazione albanese in Italia dal XV secolo; il monastero di Grottaferrata fu fondato precedentemente, agli inizi dell'XI secolo da san Nilo, monaco italo-greco, tuttavia il patrimonio spirituale e liturgico è stato preservato in epoca moderna sino ad oggi dai suoi monaci basiliani provenienti in maggioranza dalle comunità albanesi di Sicilia e Calabria.
L'eparca di Lungro è Donato Oliverio; l'eparchia di Piana degli Albanesi è al momento sede vacante; l'abbazia di Grottaferrata è al momento sede vacante.
Esse difendono la propria tradizione religiosa bizantina; nello specifico le eparchie difendono il proprio patrimonio etnico e culturale albanese/arbëresh, mentre l'abbazia di Grottaferrata trasmette ininterrottamente la tradizione culturale, spirituale e liturgica della Chiesa bizantina dagli inizi dell'XI secolo. La Chiesa bizantina cattolica in Italia, costituendo un'oasi bizantina nell'occidente latino, è secolarmente propensa all'ecumenismo tra la Chiesa cattolica e la Chiesa ortodossa.
Esistono due istituti religiosi bizantini: l'ordine basiliano di Grottaferrata  e la congregazione delle Figlie di Santa Macrina.
Comunità italo-albanesi si sono formate nelle città di Milano, Torino, Roma, Napoli, Bari, Lecce, Crotone, Cosenza e Palermo, nonché in Svizzera, Germania, Stati Uniti d'America, Canada, Argentina e Brasile. Esse dipendono però - eccezion fatta per le comunità albanesi legate alle due eparchie di Lungro e di Piana degli Albanesi, alcune delle quali ad personam, in Torino (Chiesa di San Michele Arcangelo), Bari (Chiesa di San Giovanni Crisostomo), Lecce (Chiesa di San Nicolò di Mira), Cosenza (Chiesa del SS.mo Salvatore), Palermo (Parrocchia di San Nicolò dei Greci), Castrovillari (Parrocchia di San Giuseppe). Fuori dal territorio eparchiale in Argentina a Buenos Aires (Chiesa di San Jorge) e in Brasile a Rio de Janeiro (Paróquia Italo-Albanesa Católica de Nossa Senhora Aparecida), già negli Stati Uniti a New Orleans e New York (Our Lady of Grace).
Per gli italo-albanesi di Milano, attualmente sprovvisti di parrocchia, la liturgia bizantina si celebrava nella Chiesa di San Sepolcro a Milano, già precedentemente nella Chiesa di San Maurizio al Monastero Maggiore.
Storicamente sacerdoti delle comunità albanesi sono presenti o lo sono stati nelle chiese di rito orientale di Livorno (Chiesa della Santissima Annunziata), Roma (Chiesa di Sant'Atanasio), Napoli (Chiesa dei Santi Pietro e Paolo dei Greci), Messina (Chiesa di Santa Maria del Graffeo e San Nicolò dei Greci), Venezia (Chiesa di San Giorgio dei Greci), La Valletta a Malta (Madonna di Damasco), Cargese in Corsica (San Spiridione).
Non sono mancati nei secoli, seppure limitati, contatti religiosi con l'oriente cristiano (monasteri di Creta) e l'Albania (arch. di Scutari, Durazzo, Himara). Importante è l'apporto spirituale e culturale dei monaci e ieromonaci arbëreshë nel monastero di Grottaferrata.
Da epoca più recente in Italia sono presenti altre Chiese di rito bizantino (come quella Ucraina) e più in generale di rito orientale, di diversa tradizione etno-linguistica e storica.